# Try to Shut Me Up Tour
A Try to Shut Me Up Tour volt Avril Lavigne első turnéja. Magyar állomása nem volt. 2002 decemberében kezdődött és az énekes első stúdióalbumának turnéja volt. 70 országban, 70 alkalommal adta elő 16 saját dalát és 2 feldolgozását Észak-Amerikában, Európában, Ázsiában és Ausztráliában. A koncert felvétele a My World címet kapta és a New York-i HSBC Arénában, Buffalóban rögzítették.

## A koncerten játszott dalok
1. Sk8er Boi
2. Nobody’s Fool
3. Mobile
4. Anything But Ordinary
5. Losing Grip
6. Naked
7. Too Much to Ask
8. I Don’t Give
9. Basket Case
10. My World
11. I’m with You
12. Complicated
13. Unwanted
14. Tomorrow
15. Knockin’ on Heaven’s Door
16. Things I’ll Never Say

## Turnék dátumai
| Dátum             | Város        | Ország           | Aréna                              |
| ----------------- | ------------ | ---------------- | ---------------------------------- |
| Észak-Amerika     |              |                  |                                    |
| December 5, 2002  | Buffalo      | Egyesült Államok | HSBC Arena                         |
| December 7, 2002  | Baltimore    | Egyesült Államok | Bohager's Nightclub                |
| December 12, 2002 | New York     | Egyesült Államok | Madison Square Garden              |
| December 14, 2002 | Atlanta      | Egyesült Államok | The Tabernacle                     |
| December 15, 2002 | Miami        | Egyesült Államok | American Airlines Arena            |
| December 17, 2002 | Denver       | Egyesült Államok | Pepsi Center                       |
| December 19, 2002 | Anaheim      | Egyesült Államok | Arrowhead Pond of Anaheim          |
| December 20, 2002 | Modesto      | Egyesült Államok | State Theatre                      |
| December 21, 2002 | Tacoma       | Egyesült Államok | Tacoma Dome                        |
| January 6, 2003   | Hartford     | Egyesült Államok | Connecticut Expo Center            |
| January 12, 2003  | Washington   | Egyesült Államok | Nation                             |
| January 14, 2003  | Columbus     | Egyesült Államok | Veterans Memorial Auditorium       |
| January 15, 2003  | Kansas City  | Egyesült Államok | Kansas City Memorial Hall          |
| Ázsia             |              |                  |                                    |
| January 23, 2003  | Suntec City  | Szingapúr        | Suntec Singapore Theatre           |
| January 27, 2003  | Szöul        | Dél-Korea        | Millennium Hall                    |
| Európa            |              |                  |                                    |
| March 3, 2003     | Koppenhága   | Dánia            | Vega Musikkens Hus                 |
| March 4, 2003     | Oslo         | Norvégia         | Rockefeller Music Hall             |
| March 6, 2003     | Stockholm    | Svédország       | Annexet                            |
| March 8, 2003     | Brüsszel     | Belgium          | Ancienne Belgique                  |
| March 9, 2003     | Berlin       | Németország      | Columbiahalle                      |
| March 10, 2003    | Köln         | Németország      | Palladium Köln                     |
| March 12, 2003    | München      | Németország      | Zénith                             |
| March 13, 2003    | Milánó       | Olaszország      | Discoteca Alcatraz Milano          |
| March 14, 2003    | Zürich       | Svájc            | Volkshaus                          |
| March 16, 2003    | Hamburg      | Németország      | Congress Center Hamburg            |
| March 17, 2003    | Amszterdam   | Hollandia        | Heineken Music Hall                |
| March 18, 2003    | Párizs       | Franciaország    | Zénith de Paris                    |
| March 20, 2003    | Birmingham   | Anglia           | Birmingham Academy                 |
| March 21, 2003    | Manchester   | Anglia           | Manchester Apollo                  |
| March 22, 2003    | Glasgow      | Skócia           | Barrowland Ballroom                |
| March 24, 2003    | Dublin       | Írország         | Point Theatre                      |
| March 25, 2003    | London       | Anglia           | Brixton Academy                    |
| March 26, 2003    | London       | Anglia           | Brixton Academy                    |
| March 27, 2003    | London       | Anglia           | Brixton Academy                    |
| Észak-Amerika     |              |                  |                                    |
| April 9, 2003     | Toronto      | Kanada           | Air Canada Centre                  |
| April 10, 2003    | Ottawa       | Kanada           | Corel Centre                       |
| April 11, 2003    | Montréal     | Kanada           | Bell Centre                        |
| April 13, 2003    | London       | Kanada           | John Labatt Centre                 |
| April 15, 2003    | Cleveland    | Egyesült Államok | CSU Convocation Center             |
| April 16, 2003    | Pittsburgh   | Egyesült Államok | Petersen Events Center             |
| April 17, 2003    | Indianapolis | Egyesült Államok | Conseco Fieldhouse                 |
| April 19, 2003    | Chicago      | Egyesült Államok | UIC Pavilion                       |
| April 20, 2003    | Saint Paul   | Egyesült Államok | Xcel Energy Center                 |
| April 21, 2003    | Winnipeg     | Kanada           | Winnipeg Arena                     |
| April 23, 2003    | Calgary      | Kanada           | Pengrowth Saddledome               |
| April 24, 2003    | Edmonton     | Kanada           | Skyreach Centre                    |
| April 26, 2003    | Vancouver    | Kanada           | General Motors Place               |
| April 27, 2003    | Portland     | Egyesült Államok | Veterans Memorial Coliseum         |
| April 28, 2003    | Tacoma       | Egyesült Államok | Tacoma Dome                        |
| April 30, 2003    | San Jose     | Egyesült Államok | HP Pavilion at San Jose            |
| May 1, 2003       | Long Beach   | Egyesült Államok | Long Beach Arena                   |
| May 2, 2003       | Phoenix      | Egyesült Államok | Arizona Veterans Memorial Coliseum |
| May 4, 2003       | Dallas       | Egyesült Államok | Fair Park Coliseum                 |
| May 5, 2003       | San Antonio  | Egyesült Államok | Freeman Coliseum                   |
| May 6, 2003       | Houston      | Egyesült Államok | Reliant Arena                      |
| May 8, 2003       | Duluth       | Egyesült Államok | Gwinnett Civic Center Arena        |
| May 9, 2003       | St. Louis    | Egyesült Államok | Savvis Center                      |
| May 10, 2003      | Auburn Hills | Egyesült Államok | The Palace of Auburn Hills         |
| May 12, 2003      | Fairfax      | Egyesült Államok | Patriot Center                     |
| May 13, 2003      | Uniondale    | Egyesült Államok | Nassau Veterans Memorial Coliseum  |
| May 15, 2003      | Lowell       | Egyesült Államok | Tsongas Arena                      |
| May 16, 2003      | Lowell       | Egyesült Államok | Tsongas Arena                      |
| May 17, 2003      | Philadelphia | Egyesült Államok | First Union Spectrum               |
| May 18, 2003      | Buffalo      | Egyesült Államok | HSBC Arena                         |
| Ázsia             |              |                  |                                    |
| May 27, 2003      | Oszaka       | Japán            | Zepp Osaka                         |
| May 29, 2003      | Tokió        | Japán            | Nippon Budokan                     |
| Australia         |              |                  |                                    |
| June 1, 2003      | Melbourne    | Ausztrália       | Rod Laver Arena                    |
| June 2, 2003      | Sydney       | Ausztrália       | Sydney Entertainment Centre        |
| June 3, 2003      | Sydney       | Ausztrália       | Sydney Entertainment Centre        |
| June 4, 2003      | Brisbane     | Ausztrália       | Brisbane Entertainment Centre      |

## Jegyeladási mutatók
| Aréna                             | Város        | Eladott jegyek / Elérhető jegyek | Bevétel(Dollár) |
| --------------------------------- | ------------ | -------------------------------- | --------------- |
| Connecticut Expo Center           | Hartford     | 6,058 / 6,058 (100%)             | $78,523         |
| John Labatt Centre                | London       | 9,157 / 9,157 (100%)             | $221,673        |
| CSU Convocation Center            | Cleveland    | 9,954 / 9,954 (100%)             | $241,545        |
| Conseco Fieldhouse                | Indianapolis | 9,193 / 12,852 (71%)             | $255,942        |
| UIC Pavilion                      | Chicago      | 8,853 / 8,853 (100%)             | $249,090        |
| Winnipeg Arena                    | Winnipeg     | 11,511 / 11,511 (100%)           | $272,141        |
| Pengrowth Saddledome              | Calgary      | 13,723 / 13,723 (100%)           | $324,665        |
| Skyreach Centre                   | Edmonton     | 13,471 / 13,471 (100%)           | $319,270        |
| General Motors Place              | Vancouver    | 14,872 / 14,872 (100%)           | $347,267        |
| Tacoma Dome                       | Tacoma       | 11,875 / 15,295 (78%)            | $305,025        |
| HP Pavilion at San Jose           | San Jose     | 13,380 / 13,380 (100%)           | $399,205        |
| Long Beach Arena                  | Long Beach   | 12,713 / 12,713 (100%)           | $412,818        |
| Gwinnett Civic Center Arena       | Duluth       | 10,306 / 10,306 (100%)           | $294,580        |
| Savvis Center                     | St. Louis    | 13,192 / 14,761 (89%)            | $352,443        |
| The Palace of Auburn Hills        | Auburn Hills | 15,78 / 15,781 (100%)            | $419,290        |
| Nassau Veterans Memorial Coliseum | Uniondale    | 14,327 / 14,327 (100%)           | $388,298        |
| Tsongas Arena                     | Lowell       | 15,024 / 15,024 (100%)           | $507,944        |
| First Union Spectrum              | Philadelphia | 13,657 / 13,657 (100%)           | $382,219        |
| HSBC Arena                        | Buffalo      | 7,827 / 11,000 (71%)             | $234,810        |
| TOTAL                             | TOTAL        | 224,874 / 236,695 (95%)          | $6,006,748      |